# Naval Group
Naval Group (anteriormente DCNS) es una compañía de defensa naval con sede en Francia y uno de los principales constructores navales europeos. El grupo diseña, construye y brinda soporte para buques de superficie, submarinos, sistemas y equipos. Naval Group también se está expandiendo a nuevos mercados como energía nuclear civil, energía renovable marina y servicios navales e industriales.
En 2017 DCNS cambió su nombre a Naval Group.

## Historia
Naval Group cuenta con una tradición de 350 años. Sus principales astilleros se construyeron en Ruelle (1751), Nantes-Indret (1771), Lorient (1778) y, posteriormente, en Cherburgo (1813), en Francia. Posteriormente se construyeron más. En 1926, lo que se actualmente se conoce como DCNS contaba ya con todas las instalaciones que ahora son propiedad del Grupo en Francia continental. El acrónimo DCN ha sido reemplazado por la marca DCNS. Desde 2017 DCNS se convierte en el Naval Group.

### Nacimiento del arsenal
En 1631, el cardenal Richelieu, entonces primer ministro de Luis XIII decide construir arsenales para hacer de Francia una potencia marítima capaz de rivalizar con la de Gran Bretaña y entonces crea el arsenal de Brest. Este proyecto es ampliado por Colbert, ministro de Marina que desarrolla varios arsenales clave: el arsenal de Tolón, el de Brest y el arsenal de Rochefort. A continuación, es imitado por su hijo Seignelay quien lo sucede en el puesto.
En 1750, el marqués de Montalembert convierte una antigua fábrica de papel en una forja de cañones en Ruelle-sur-Touvre. 
El siglo XIX fue testigo del desarrollo de estos grandes proyectos de infraestructura acompañados por el cambio de los veleros a motor. Así los Arsenales se transforman en industria mecanizada, donde la madera es sustituida cada vez más por el acero y las vergas por ejes portahélice. 
El arsenal de Rochefort cerró en 1926 y en 1937 se creó el establecimiento de Saint-Tropez.

### Creación de la DCAN
Michel Debré crea en 1961 la Delegación Ministerial de Armamento (DMA) que se convirtió en 1977 la Delegación General de Armamento (DGA se ha convertido desde entonces en la Dirección General de Armamento); él integrará el conjunto de arsenales en una entidad directiva nombrada "Dirección de construcción y armas navales" (DCAN). El objetivo de esta reforma era centralizar y reagrupar el conjunto de capacidades de diseño y construcción, la administración y las fuerzas armadas en una delegación conjunta interarmas directamente bajo la autoridad del poder público.
En 1991, la Dirección de construcción y armas navales (DCAN) se convirtió en la Dirección de Construcciones Navales (DCN), el mismo año se crea la sociedad anónima DCN Internacional para la promoción empresarial y la supervisión de los contratos de exportación de DCN. DCN Internacional también asesoró legalmente a la DCN en proyectos de diversificación industrial a finales de 1990 en el campo de la extracción de petróleo en alta mar (Brest: la modernización en 1997 la Sedco 707 y la construcción de plataformas petroleras tipo SFX).
La Dirección de Construcciones Navales (DCN) permanece dentro de la DGA como la DCAN anteriormente. Esta dirección es objeto en 1997 de una primera transformación sustancial, las actividades del Estado se integran en el servicio de los programas navales (SPN), una nueva entidad creada en esta ocasión para asegurar las responsabilidades de la gestión de proyectos navales para el Ministerio de Defensa, sobre todo en la Marina nacional. Sin embargo actualmente la DCN se encarga únicamente de actividades industriales abandondando el resto a favor de SPN, aunque permanece dentro de la DGA.

## Sedes y oficinas
Naval Group tiene su sede en París, Francia. Cuenta con centros de producción y de ingeniería en Francia metropolitana en Cherburgo, Brest, Lorient, Nantes-Indret, Ruelle, Toulon y Saint-Tropez. 
Cuenta con filiales en Brasil, Bulgaria, India, Malasia, Arabia Saudita y Singapur. Naval Group también tiene oficinas en Chile, Grecia, Italia, Pakistán, Colombia, Emiratos Árabes Unidos, Singapur, Indonesia y Filipinas. 
- Datos: Q1227511